# Vouziers
Vouziers je francouzská obec v departementu Ardensko v regionu Grand Est. V roce 2011 zde žilo 4 094 obyvatel. Je centrem arrondissementu Vouziers a leží na řece Aisne.
V říjnu 1918 probíhaly v okolí obce boje mezi francouzskou a německou armádou, v nichž zahynul mj. letec Roland Garros. Do bojů v bitvě u Terronu zasáhly také československé legie se svými pěšími střeleckými pluky, jejich příslušníci mají v obci pomník a místní lyceum je pojmenováno podle Tomáše Garrigue Masaryka.
Ve Vouziers se nachází památkově chráněný katolický chrám Saint-Maurille ze 16. století.

## Sousední obce
Ballay, Bourcq, La Croix-aux-Bois, Grivy-Loisy, Falaise, Mars-sous-Bourcq, Sainte-Marie, Savigny-sur-Aisne, Vandy, Vrizy

## Vývoj počtu obyvatel
Počet obyvatel 

## Rodáci
- Hippolyte Taine (1828—1893), filosof a estetik

## Partnerské obce
- Gräfenroda, Německo
- Ratíškovice, Česko
- Agnam Civol, Senegal